# Sea Guard
«Си гард» (англ. Sea Guard, рус. «морской страж») — зенитно-артиллерийский комплекс. Состоит на вооружении ВМС Турции. Им оснащены фрегаты типа  МЕКО 200. Предназначен для противоракетной и противовоздушной обороны корабля.

## Разработка
Разработка комплекса началась в 1977 году. Она велась силами консорциума в составе британской компании «Плесси» и швейцарских «Контраверс» и «Эрликон». Две последние затем слились в одну компанию.

## Конструкция
Артиллерийскую часть комплекса составила счетверённая 25-миллиметровых автоматических пушек KBB, разработки швейцарской фирмы «Эрликон».